# München-Pasing
München-Pasing München három pályaudvara közül a második legnagyobb és legforgalmasabb. Naponta több mint 85 000 utas fordul meg itt, ebből 65 000 S-Bahn utas. Az állomás 9 vágányos. A német vasútállomás-kategória második osztályába tartozik. 1840. október 7-én nyílt meg. Átépítése 2013 végén befejeződött, a felújítás részeként 19-es villamos útvonalát is meghosszabbították az állomásig, így közvetlenül az állomás bejárata előtt áll meg.

## Járatok

### Távolsági járatok
| Járat  | Útvonal | Útvonal | Útvonal | Gyakoriság                   |
| ------ | --- | --- | --- | ---------------------------- |
| ICE 11 | Berlin Ostbf – Berlin Hbf – Braunschweig – Hildesheim – Göttingen – Kassel-Wilhelmshöhe – Fulda – Frankfurt Hbf – Mannheim – Stuttgart – Ulm – Augsburg – München-Pasing – München Hbf                            | Berlin Ostbf – Berlin Hbf – Braunschweig – Hildesheim – Göttingen – Kassel-Wilhelmshöhe – Fulda – Frankfurt Hbf – Mannheim – Stuttgart – Ulm – Augsburg – München-Pasing – München Hbf                            | Berlin Ostbf – Berlin Hbf – Braunschweig – Hildesheim – Göttingen – Kassel-Wilhelmshöhe – Fulda – Frankfurt Hbf – Mannheim – Stuttgart – Ulm – Augsburg – München-Pasing – München Hbf                            | kétóránként                  |
| ICE 25 | Hamburg-Altona – Hamburg Hbf – | – Hannover – Göttingen – Kassel-Wilhelmshöhe – Fulda – Würzburg – (Nürnberg –) Augsburg – München-Pasing – München Hbf                                                                                            | – Hannover – Göttingen – Kassel-Wilhelmshöhe – Fulda – Würzburg – (Nürnberg –) Augsburg – München-Pasing – München Hbf                                                                                            | kétóránként                  |
| ICE 25 | (Oldenburg –) Bréma – | – Hannover – Göttingen – Kassel-Wilhelmshöhe – Fulda – Würzburg – (Nürnberg –) Augsburg – München-Pasing – München Hbf                                                                                            | – Hannover – Göttingen – Kassel-Wilhelmshöhe – Fulda – Würzburg – (Nürnberg –) Augsburg – München-Pasing – München Hbf                                                                                            | kétóránként                  |
| ICE 28 | (Hamburg-Altona – Hamburg Hbf –) Berlin – Leipzig – Jena Paradies – Nürnberg – Augsburg – München-Pasing – München Hbf                                                                                            | (Hamburg-Altona – Hamburg Hbf –) Berlin – Leipzig – Jena Paradies – Nürnberg – Augsburg – München-Pasing – München Hbf                                                                                            | (Hamburg-Altona – Hamburg Hbf –) Berlin – Leipzig – Jena Paradies – Nürnberg – Augsburg – München-Pasing – München Hbf                                                                                            | kétóránként                  |
| ICE 42 | (Münster –) Dortmund – Essen – Duisburg – Düsseldorf – Köln – Siegburg/Bonn – Frankfurt Flughafen – Mannheim – Stuttgart – Ulm – Augsburg – München-Pasing – München Hbf                                          | (Münster –) Dortmund – Essen – Duisburg – Düsseldorf – Köln – Siegburg/Bonn – Frankfurt Flughafen – Mannheim – Stuttgart – Ulm – Augsburg – München-Pasing – München Hbf                                          | (Münster –) Dortmund – Essen – Duisburg – Düsseldorf – Köln – Siegburg/Bonn – Frankfurt Flughafen – Mannheim – Stuttgart – Ulm – Augsburg – München-Pasing – München Hbf                                          | kétóránként                  |
| RJ 90  | Budapest Keleti pu – Wien Hbf – Salzburg – München Hbf – München-Pasing – Augsburg – Ulm – Stuttgart – Mannheim – Frankfurt Flughafen – Frankfurt Hbf (– Wiesbaden)                                               | Budapest Keleti pu – Wien Hbf – Salzburg – München Hbf – München-Pasing – Augsburg – Ulm – Stuttgart – Mannheim – Frankfurt Flughafen – Frankfurt Hbf (– Wiesbaden)                                               | Budapest Keleti pu – Wien Hbf – Salzburg – München Hbf – München-Pasing – Augsburg – Ulm – Stuttgart – Mannheim – Frankfurt Flughafen – Frankfurt Hbf (– Wiesbaden)                                               | egy vonatpár kétszer hetente |
| IC 26  | Hamburg-Altona – Hamburg Hbf – Hannover – Göttingen – Kassel-Wilhelmshöhe – Fulda – Würzburg – Augsburg – München-Pasing –                                                                                        | Hamburg-Altona – Hamburg Hbf – Hannover – Göttingen – Kassel-Wilhelmshöhe – Fulda – Würzburg – Augsburg – München-Pasing –                                                                                        | München Hbf | egy vonatpár                 |
| IC 26  | Hamburg-Altona – Hamburg Hbf – Hannover – Göttingen – Kassel-Wilhelmshöhe – Fulda – Würzburg – Augsburg – München-Pasing –                                                                                        | Hamburg-Altona – Hamburg Hbf – Hannover – Göttingen – Kassel-Wilhelmshöhe – Fulda – Würzburg – Augsburg – München-Pasing –                                                                                        | München Ost – Rosenheim – Freilassing – Berchtesgaden | egy vonatpár (Königssee)     |
| IC 28  | (Warnemünde – Berlin – Berlin Südkreuz – Lutherstadt Wittenberg – Leipzig – Jena Paradies – Saalfeld(Saale) – Lichtenfels – Bamberg – Erlangen –) Nürnberg – Donauwörth – Augsburg – München-Pasing – München Hbf | (Warnemünde – Berlin – Berlin Südkreuz – Lutherstadt Wittenberg – Leipzig – Jena Paradies – Saalfeld(Saale) – Lichtenfels – Bamberg – Erlangen –) Nürnberg – Donauwörth – Augsburg – München-Pasing – München Hbf | (Warnemünde – Berlin – Berlin Südkreuz – Lutherstadt Wittenberg – Leipzig – Jena Paradies – Saalfeld(Saale) – Lichtenfels – Bamberg – Erlangen –) Nürnberg – Donauwörth – Augsburg – München-Pasing – München Hbf | két vonatpár                 |
| IC 60  | (Strasbourg –) Karlsruhe – Stuttgart – Ulm – Augsburg – München-Pasing – München Hbf (– Salzburg) | (Strasbourg –) Karlsruhe – Stuttgart – Ulm – Augsburg – München-Pasing – München Hbf (– Salzburg) | (Strasbourg –) Karlsruhe – Stuttgart – Ulm – Augsburg – München-Pasing – München Hbf (– Salzburg) | kétóránként                  |

### Regionális járatok
| Járat   | Útvonal | Gyakoriság                   |
| ------- | --- | ---------------------------- |
| ALX     | München – München-Pasing – Kaufering – Buchloe – Kaufbeuren – Kempten (Allgäu) – Immenstadt – Oberstdorf / – Hergatz – Lindau | kétóránként                  |
| RE      | München – München-Pasing – Kaufering – Buchloe – Türkheim (Bay) – Memmingen | kétóránként                  |
| RE      | München – München-Pasing – Kaufering – Buchloe – Kaufbeuren – Biessenhofen – Kempten (Allgäu) | kétóránként                  |
| RE      | München – München-Pasing – Kaufering – Buchloe – Kaufbeuren – Füssen | kétóránként                  |
| RE      | Fugger-Express: München – München-Pasing – Mering – Augsburg – Ulm / (Treuchtlingen) | óránként                     |
| RE / RB | Fugger-Express: München – München-Pasing – Mering – Augsburg – (Dinkelscherben) / Donauwörth | óránként                     |
| RE      | Werdenfelsbahn: München – München-Pasing – Weilheim – Murnau – Garmisch-Partenkirchen – Mittenwald | bizonyos vonatok csúcsidőben |
| RE      | München – München-Pasing – Weilheim – Murnau – Garmisch-Partenkirchen – Untergrainau – Ehrwald – Lermoos | bizonyos vonatok csúcsidőben |
| RB      | Werdenfelsbahn: München – München-Pasing – Starnberg – Tutzing – Weilheim – Huglfing – Uffing – Murnau – Ohlstadt – Eschenlohe – Oberau – Farchant – Garmisch-Partenkirchen – Klais – Mittenwald (– Scharnitz – Gießenbach – Seefeld in Tirol)                                                                             | kétóránként                  |
| RB      | München – München-Pasing – Starnberg – Tutzing – Weilheim – Huglfing – Uffing – Murnau – Ohlstadt – Eschenlohe – Oberau – Farchant – Garmisch-Partenkirchen – Garmisch-Partenkirchen Hausbergbahn – Untergrainau – Griesen – Ehrwald – Lermoos – Heiterwang-Plansee – Bichlbach-Berwang – Reutte(Schule) – Reutte in Tirol | kétóránként                  |
| RB      | Werdenfelsbahn: München – München-Pasing – Tutzing – Weilheim – Murnau – Garmisch-Partenkirchen – Mittenwald – Seefeld in Tirol – Innsbruck | négyóránként                 |
| RB      | Werdenfelsbahn: München – München-Pasing – Tutzing – Weilheim – Murnau – Garmisch-Partenkirchen | négyóránként                 |
| RB      | Werdenfelsbahn: München – München-Pasing – Tutzing – Weilheim (– Murnau – Garmisch-Partenkirchen) / – Penzberg – Bichl – Kochel | óránként                     |

### S-Bahn
Az állomást 5 S-Bahn vonal érinti.
| Járatszám | Útvonal | Gyakoriság     |
| --------- | --- | -------------- |
| S3        | Mammendorf–Maisach–Olching–Pasing–Laim–Hauptbahnhof (Tief)– Ostbahnhof–Giesing–Unterhaching–Deisenhofen–Holzkirchen   | 10 perces ütem |
| S4        | Geltendorf–Fürstenfeldbruck–Puchheim–Aubing–Pasing–Laim– Hauptbahnhof (Tief)–Ostbahnhof–Zorneding–Grafing–Ebersberg   | 20 perces ütem |
| S5        | | 20 perces ütem |
| S6        | Tutzing–Starnberg–Gauting–Gräfelfing–Pasing–Laim–Hauptbahnhof (Tief)– Ostbahnhof–(Zorneding a csúcsforgalom idején)   | 20 perces ütem |
| S8        | Herrsching–Weßling–Gilching–Germering–Pasing–Laim–Hauptbahnhof (Tief)– Ostbahnhof–Daglfing–Ismaning–Flughafen München | 10 perces ütem |
| S20       | Pasing–Heimeranplatz–Solln–Deisenhofen                                                                                | 60 perces ütem |

## Peronhosszak
München-Pasing peronjai az alábbi hosszúságúak::
- Peron 0 (1. vágány): 221 m
- Peron I (2. és 3. vágány): 310 m
- Peron II (4 és 5. vágány): 232 m
- Peron III (6 és 7. vágány): 278 m
- Peron IV (8 és 9. vágány): 416 m

## Vasútvonalak
Az állomáson az alábbi vasútvonalak haladnak keresztül:

### Távolsági és regionális járatok
- München–Ulm-vasútvonal (KBS 980)
- München–Lindau-vasútvonal (KBS 970)
- München–Garmisch-Partenkirchen-vasútvonal (KBS 960)

### S-Bahn
- S-Bahn-Stammstrecke (KBS 999)
- S-Bahn 3, 4, 6 és 8 (KBS 999.4–999.6, 999.8)
- S-Bahn 20 (KBS 999.20)

### Tömegközlekedés
- Busz: 56 , 57 , 96 , 157 , 160 , 161 , 162 , 732 , N47 , N80 , N81
- Villamos:  ,